# Штегліц
Штегліц (Німецька: [ˈʃteːɡˌlɪt͡s] ( прослухати)) — район округу Штегліц-Целєндорф на південному заході Берліна, столиці Німеччини. Штегліц — слов'янська назва щиглика звичайного, схоже на німецький Stieglitz.
Штегліц також був районом з 1920 по 2000 рік. Він містив населені пункти Штегліц, Зюденде, Ліхтерфельде та Ланквіц. У 1960 році Зюденде став кварталом у межах Штегліца.

## Історія

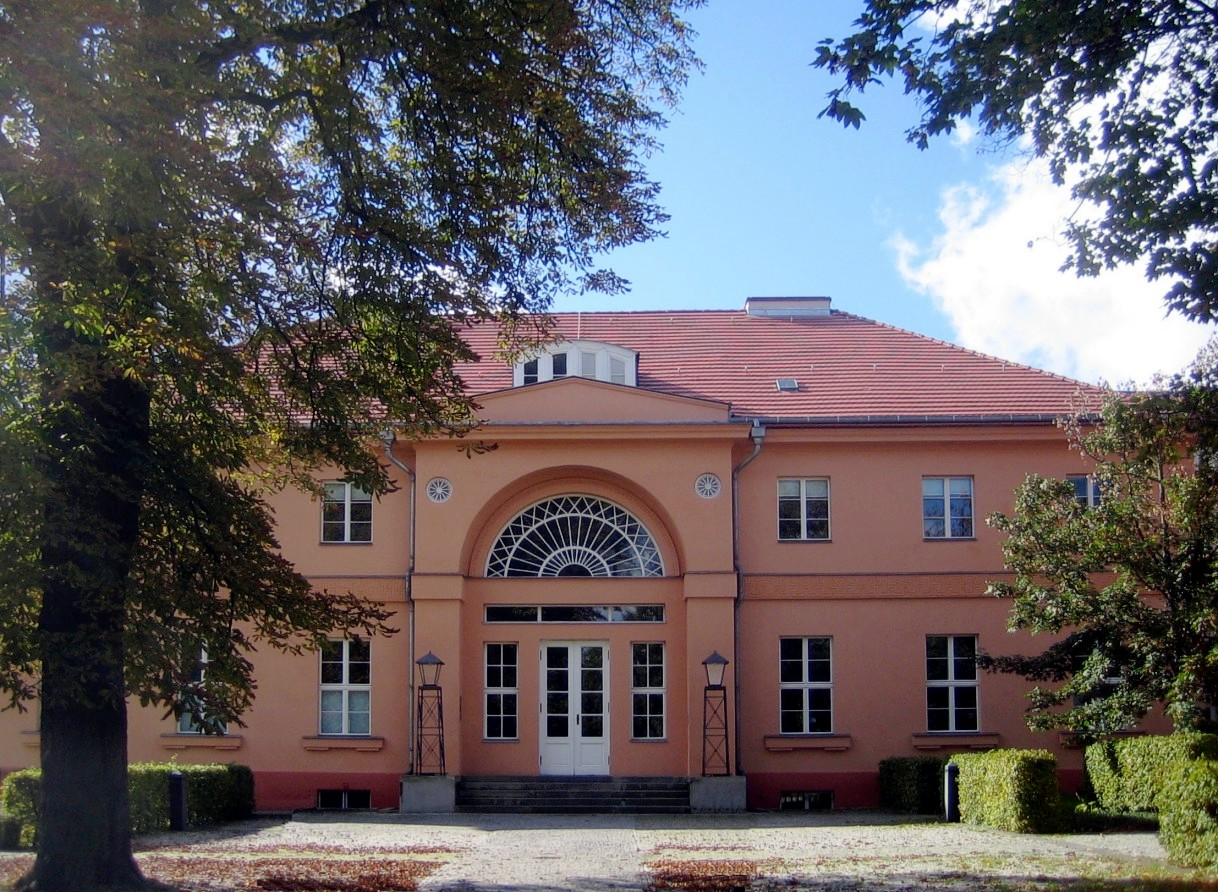
Садиба Штегліц (Gutshaus Steglitz)

Хоча про одного лицаря Генріка зі Штегліца вже згадувалося в акті 1197 року, село Штегліц вперше згадується в земельній книзі (Landbuch) 1375 року імператора Карла IV, в цей час також правителя Бранденбурзького курфюрства.

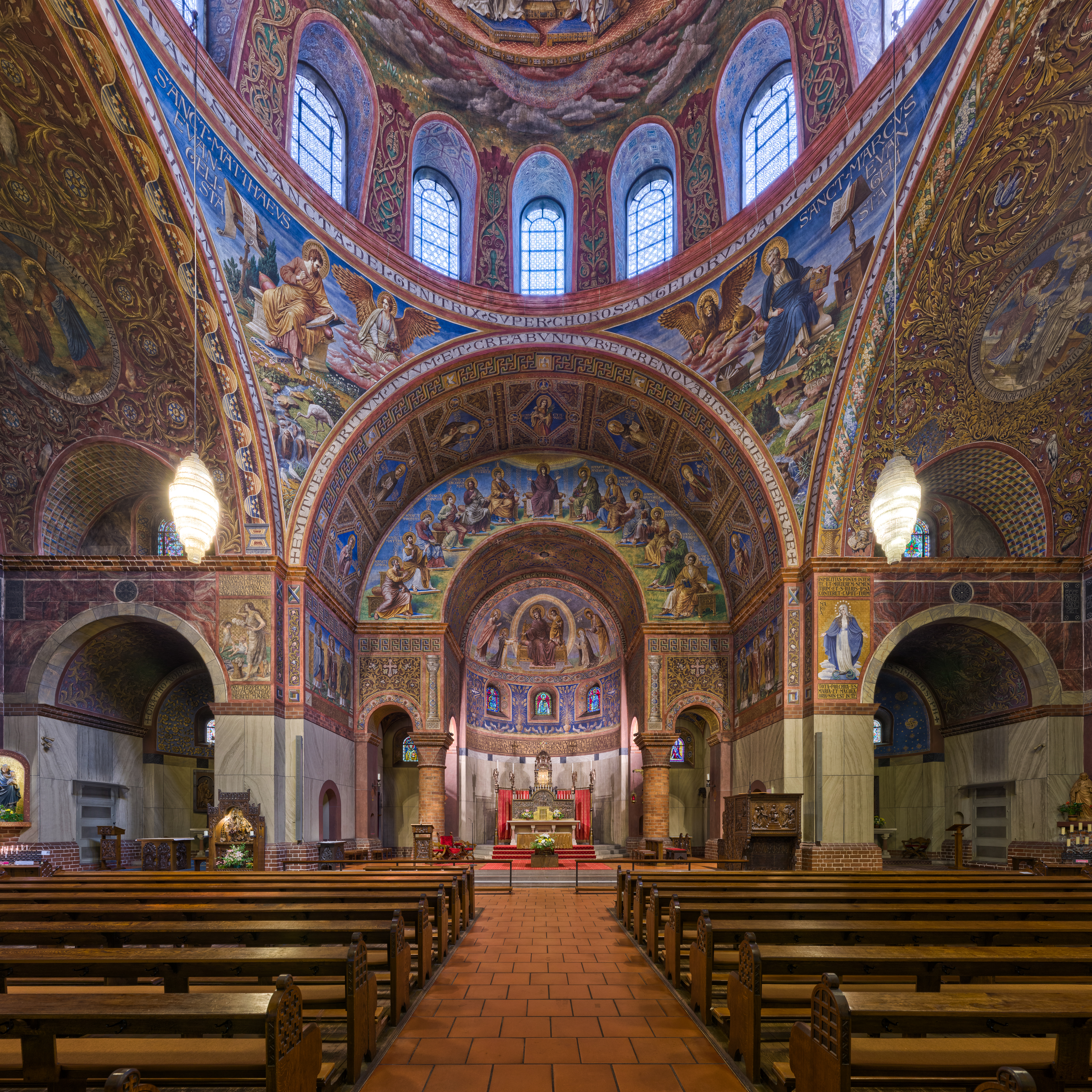
Церков Розарія (Rosenkranz-Basilika)

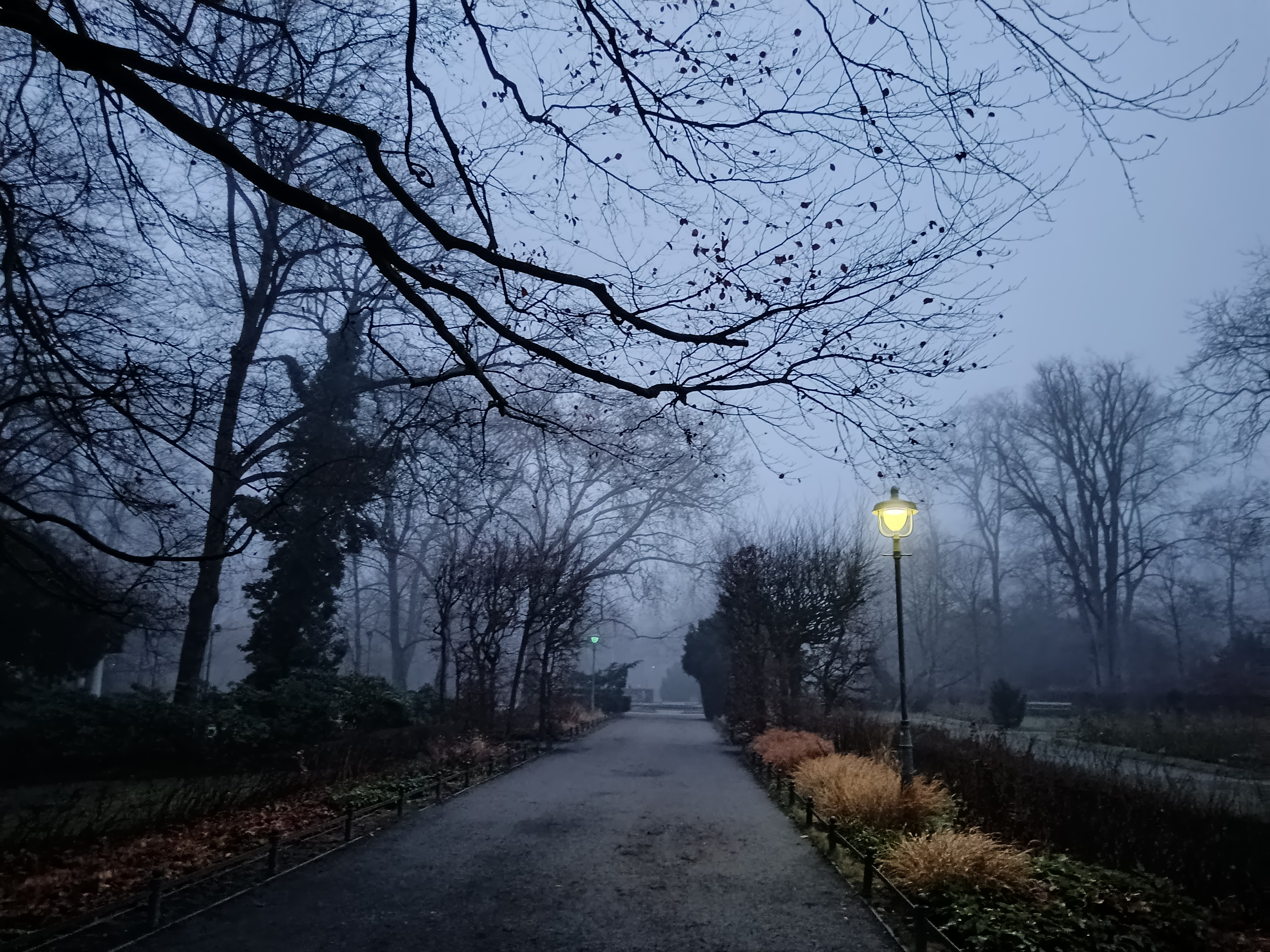
Штадтпарк Штегліц (Stadtpark Steglitz)

Штегліц був свідком будівництва першої прокладеної прусської сільської дороги в 1792 році. Колишнє село здебільшого отримувало прибуток завдяки своєму розташуванню на Імперському шосе Reichsstraße 1, сьогодні Bundesstraße 1, яка йде торговим шляхом, що бере свій початок у середні віки. Стара Reichsstraße простягалася від крайнього заходу Німеччини через Аахен і Кельн до Берліна, а потім продовжувалась на схід, закінчуючись якихось двісті миль на північний схід від Кенігсберга у Східній Пруссії. Село Штегліц також було суттєво посилено будівництвом лінії Stammbahn прусської державної залізниці у 1838 році. Це була перша залізниця в Пруссії, яка пролягала між Берліном та Потсдамом. Район Штегліц був включений до південної лінії залізничних та транзитних систем Берліна приблизно з 1850 року.
Південно-західні околиці Берліна зазнали значних змін у другій половині 19 століття, коли в сусідніх селах Ліхтерфельде, а пізніше в Далемі, були розроблені розкішні житлові райони. Западний та Східний Ліхтерфельде, засновані підприємцем Йоганом фон Карстенном, були розроблені як так званий Villenkolonien, поселення, що складаються повністю з особняків або вілл. На сході в 1873 році було засновано поселення Südende («Північний край»). У 
Schloßstraße навколо площі Шлосштрасе розвинувся великий торговий район, обслуговуючий також багаті села Ліхтерфельде та Далем. У 1901 році в підвалі ратуші Штегліца була заснована перша молодіжна група «Вандервогель».
Штегліц був включений до міста Великого Берліна в 1920 році разом із сусідніми селами. З 1920 по 2000 рік адміністративний округ IX називався Bezirk Штегліц. За часів Берлінської стіни Штегліц увійшов до американського сектору Західного Берліна. Під час адміністративної реформи в Берліні 2001 року південно-західний район Берліна став частиною новоствореного району Steglitz-Zehlendorf, з його дорогими житловими забудовами, сьогодні найзаможніший з дванадцяти районів Берліна.

## Цікаві місця
- Gutshaus Steglitz (садиба Штегліц), неокласична будівля, спроектована Девідом Гіллі в 1801 році, в якій з 1921 року розміщувався невеликий театр Schlosspark, один з колишніх театрів Берліна, який, проте, остаточно закрився в 2006 році
- Schloßstraße, другий за величиною торговий район у Західному Берліні після Курфюрстендамма і Тауенціенштрассе, включаючи Forum Steglitz, один з перших торгових центрів Німеччини, відкритий в 1970 році
- Неоготична ратуша Штегліца, споруджена в 1898 році
- Лютеранська церква Матвія, побудована в 1880 році
- Католицький костел Розарію з 1900 року, який отримав титул базиліки в 1950 році
- Відомий Штегліцер Крейзель, 119 м (390 фути) багатоповерхівка, зведена між 1968 і 1980 роками, за проектом архітектора Сігрід Крессманн-Зшах. До закінчення будівництва булівельна компанія стала неплатоспроможною в 1974 році, залишивши руїни посеред Штегліца, поки роботи не відновилися в 1977 році. Щоб уникнути подальшої порожнечі будівлі, адміністрація району заїхала туди, але в 2007 році мусила покинути будівлю через забруднення азбестом. Будівля включає станцію метро Berlin U-Bahn, автовокзал Rathaus Steglitz та механізовану автомобільну стоянку (паркінг)
- Bierpinsel («Пивна щітка»), таверна у вежі на Schlossstraße з цікавим архітектурним стилем, побудована в 1976 році
- Титанія-Паласт, великий кінотеатр, зведений у 1928 році у стилі «Нова об'єктивність». 26 травня 1945 року тут відбувся перший концерт Берлінської філармонії після Другої світової війни. 6 червня 1951 року відбулася церемонія відкриття першого Берлінського міжнародного кінофестивалю
- Пагорб Фіхтенберг, найвища точка Штегліца, 68 м (223 футів).
- Grundschule am Insulaner — це початкова та середня школа поблизу Зюденде.
- Die Spiegelwand (Дзеркальна стіна) — це Меморіал жертвам Голокосту з іменами та адресами 1700 євреїв у районі Штегліца, які були депортовані та вбиті в нацистських концтаборах. Меморіал знаходиться прямо через дорогу від вокзалу Rathaus-Steglitz.

## Транспорт
Штегліц обслуговується берлінською лінією S-Bahn S1 на станціях Feuerbachstraße та Rathaus Steglitz, а також S25 на Südende. Станція U-Bahn до внутрішньої частини міста забезпечує лінія U9 зі станціями Walther-Schreiber-Platz, Schloßstraße та Rathaus Steglitz.

## Відомі особистості
- Вальтер Фріцше (1815—1956), футболіст
- Вольфганг Краузе (1895—1970), філолог
- Курт Аланд (1915—1994), теолог і біблієзнавець
- Марія Себальт (нар. 1930), актриса
- Олена Отт-Скоропадська, донька гетьмана Павла Скоропадського